# Ross P. Bayton
Ross Patrick Bayton  es un botánico y taxónomo inglés.
Perteneció al equipo científico de la Facultad de Ciencias Biológicas, Universidad de Reading. Y actualmente es investigador y curador en Kew Gardens, y curador de una colección de plantas suculentas en Hare Hatch Sheeplands, un centro independiente de jardines y viveros en Berkshire, Reino Unido.

## Algunas publicaciones
- j. Dransfield, m. Rakotoarinivo, w.j. Baker, ross p. Bayton, jack b. Fisher, james w. Horn, b. Leroy, x. Metz. 2008. "A new Coryphoid palm genus from Madagascar". Bot. J. of the Linnean Soc. 156 (1): 79–91

- 2007. A revision of Borassus L. (Arecaceae). Kew Bull. 62: 561-586

- william j. Baker, ross p. Bayton, john Dransfield, rudi a. Maturbongs. 2003. A revision of the Calamus aruensis (Arecaceae) complex in New Guinea and the Pacific. Kew Bull. 58 (2):

### Libros
- john Grimshaw, ross Bayton. 2008. New trees. Recent introducctions to Cultivation. 976 pp. ISBN 1842461737 ISBN 978-1842461730

- ross Bayton.2005. Borassus L. & the Borassoid Plams: Systematics & Evolution. Ed. Univ. of Reading, 476 pp.
- La abreviatura «Bayton» se emplea para indicar a Ross P. Bayton como autoridad en la descripción y clasificación científica de los vegetales.[4]